# Tarsier Studios
Tarsier Studios é uma desenvolvedora sueca de jogos eletrônicos sediada em Malmö e fundada em julho de 2004. Em 2010, tornou-se uma "first-party" (desenvolvedora de primeiros) e assinou um contrato com a Sony Interactive Entertainment para o desenvolvimento de um novo projeto a ser anunciado.
Em 20 de dezembro de 2019, a Embracer Group anunciou a compra da Tarsier Studios por 99 milhões de dólares americanos.